# Kvadratsætninger
|  | For andre betydninger af ordet Kvadrat, se Kvadrat (flertydig). |
Ved kvadratsætningerne forstår man tre ligninger, som viser sig nyttige ved mange elementære omskrivninger inden for matematisk algebra

.

## Kvadratsætningerne
Der er tre kvadratsætninger:
Første kvadratsætning:	{\displaystyle {\color {Green}(a+b)^{2}}={\color {Red}a^{2}}+{\color {NavyBlue}b^{2}}+{\color {BurntOrange}2\cdot a\cdot b}}
Anden kvadratsætning:	{\displaystyle {\color {Green}(a-b)^{2}}={\color {Red}a^{2}}+{\color {NavyBlue}b^{2}}-{\color {BurntOrange}2\cdot a\cdot b}}
Tredje kvadratsætning:	{\displaystyle {\color {Green}(a+b)}\cdot {\color {Red}(a-b)}={\color {NavyBlue}a^{2}}-{\color {BurntOrange}b^{2}}}
Størrelserne {\displaystyle a} og {\displaystyle b} kan være simple tal eller sammensatte udtryk, jfr. eksemplerne herunder.
Sætningerne kan huskes ved hjælp af følgende remser:
”Kvadratet på en sum af to led er lig kvadratet på første led plus kvadratet på andet led plus det dobbelte produkt”.
”Kvadratet på en differens af to led er lig kvadratet på første led plus kvadratet på andet led minus det dobbelte produkt”.
”To leds sum ganget med de samme to leds differens er lig med kvadratet på første led minus kvadratet på andet led”.

## Produkt af to flerleddede størrelser
Sætningerne følger elementært af den generelle regel for udregning af produktet af to flerleddede størrelser:
”Hvert led i den ene faktor ganges med hvert led i den anden faktor”.
For eksempel er
{\displaystyle (a+b)\cdot (c+d+e)=a\cdot c+a\cdot d+a\cdot e+b\cdot c+b\cdot d+b\cdot e}
Reglen kan bruges til f.eks. at bevise den tredje kvadratsætning:
{\displaystyle (a+b)\cdot (a-b)=a\cdot a-a\cdot b+b\cdot a-b\cdot b=a^{2}-b^{2}}

## Geometriske illustrationer
I det tilfælde, at {\displaystyle a>b>0}, altså hvor {\displaystyle a} og {\displaystyle b} er positive og {\displaystyle a} er størst, kan man indse rigtigheden af de tre kvadratsætninger ved hjælp af simple illustrationer:
| Første kvadratsætning | Anden kvadratsætning |
| Af figuren aflæses umiddelbart, at {\displaystyle (a+b)^{2}} kan sammenstykkes af {\displaystyle a^{2}}, {\displaystyle b^{2}} og to gange {\displaystyle a\cdot b}, hvilket illustrerer første kvadratsætning. | Af figuren aflæses, at {\displaystyle a^{2}} kan sammenstykkes af {\displaystyle (a-b)^{2}}, {\displaystyle b^{2}} og to gange {\displaystyle (a-b)\cdot b}, dvs. {\displaystyle a^{2}=(a-b)^{2}+b^{2}+2\cdot (a-b)\cdot b=}{\displaystyle (a-b)^{2}+b^{2}+2\cdot a\cdot b-2\cdot b^{2}=}{\displaystyle (a-b)^{2}+2\cdot a\cdot b-b^{2}}hvilket omskrives til anden kvadratsætning. |

| Tredje kvadratsætning |
| Af figuren til højre aflæses umiddelbart, at arealet af det blå område er {\displaystyle a^{2}-b^{2}}. Ved at flytte det grønt stiplede område kan figuren til højre fremkomme. Arealet af det blå område ses nu at være {\displaystyle (a+b)\cdot (a-b)}, hvilket illustrerer rigtigheden af tredje kvadratsætning. |

## Eksempler på anvendelse
- {\displaystyle 107^{2}=(100+7)^{2}=100^{2}+7^{2}+2\cdot 100\cdot 7=10000+49+1400=\mathbf {11449} }
- {\displaystyle 55\cdot 45=(50+5)\cdot (50-5)=50^{2}-5^{2}=2500-25=\mathbf {2475} }
- {\displaystyle (4\cdot p-3\cdot q)^{2}+24\cdot p\cdot q=16\cdot p^{2}+9\cdot q^{2}-24\cdot p\cdot q+24\cdot p\cdot q=\mathbf {16\cdot p^{2}+9\cdot q^{2}} }
- {\displaystyle {\frac {x^{2}-y^{2}}{x+y}}+{\frac {x^{2}-y^{2}}{x-y}}={\frac {(x+y)\cdot (x-y)}{x+y}}+{\frac {(x+y)\cdot (x-y)}{x-y}}=(x-y)+(x+y)=\mathbf {2\cdot x} }
- Omskrivning af en kvadratisk form for at bestemme den tilhørende kurveform:

{\displaystyle x^{2}-2\cdot x+y^{2}+6\cdot y-26=0\Leftrightarrow }

{\displaystyle x^{2}-2\cdot x+1-1+y^{2}+6\cdot y+9-9-26=0\Leftrightarrow }

{\displaystyle (x^{2}-2\cdot x+1)+(y^{2}+6\cdot y+9)=1+9+26=36\Leftrightarrow }

{\displaystyle \mathbf {(x-1)^{2}+(y+3)^{2}=6^{2}} }

Ligningen fremstiller altså en cirkel med centrum i {\displaystyle (1,-3)} og radius {\displaystyle 6}.
- Division med et komplekst tal, her udnyttes, at {\displaystyle \mathrm {i} ^{2}=-1}:

{\displaystyle {\frac {1}{6+8\cdot \mathrm {i} }}={\frac {6-8\cdot \mathrm {i} }{(6+8\cdot \mathrm {i} )\cdot (6-8\cdot \mathrm {i} )}}={\frac {6-8\cdot \mathrm {i} }{36-(-64)}}={\frac {6-8\cdot \mathrm {i} }{100}}=\mathbf {0.06-0.08\cdot \mathrm {i} } }

- Kvadratsætningerne anvendes ved udledning af løsningsformlen for andengradsligninger.

## Generaliseringer
Ved fortsat multiplikation finder man
{\displaystyle (a+b)^{3}=a^{3}+3\cdot a^{2}\cdot b+3\cdot a\cdot b^{2}+b^{3}}
{\displaystyle (a+b)^{4}=a^{4}+4\cdot a^{3}\cdot b+6\cdot a^{2}\cdot b^{2}+4\cdot a\cdot b^{3}+b^{4}}
{\displaystyle (a+b)^{n}=a^{n}+{\tbinom {n}{1}}\cdot a^{n-1}\cdot b+{\tbinom {n}{2}}\cdot a^{n-2}\cdot b^{2}+...+{\tbinom {n}{k}}\cdot a^{n-k}\cdot b^{k}+...+{\tbinom {n}{n-1}}\cdot a\cdot b^{n-1}+b^{n}}
Her er {\displaystyle {\tbinom {n}{k}}} en binomialkoefficient og koefficienterne danner et talskema, som kaldes Pascals trekant.